# Lili (Film)
Lili ist ein US-amerikanisches Filmmusical des Regisseurs Charles Walters aus dem Jahr 1953. Es basiert auf der Erzählung The Man Who Hated People (nach dem Erfolg des Films verarbeitet als Roman: Love of Seven Dolls; dt. Kleine Mouche; auch: Die Liebe der kleinen Mouche) von Paul Gallico. In den USA startete der Film am 10. März 1953, in Deutschland am 18. Dezember 1953.

## Handlung
Die junge Waise Lili kommt in ein französisches Küstenstädtchen, um eine Arbeitsstelle in einer Bäckerei anzutreten. Doch der Bäckermeister, der ein Freund ihres Vaters war, ist überraschend verstorben. Lili hat keine Perspektive und keinen Job. Sie lernt den Inhaber eines Modegeschäfts kennen. Doch es kommt mit dem Mann zum Streit, weil er unseriöse Absichten hat. Lili trifft auf einen attraktiven Zauberkünstler, der in der Stadt eine Vorstellung auf einem Jahrmarkt gibt. Lili nimmt eine Stellung als Kellnerin an, um bei dem Zauberer bleiben zu können. Aber als sie, anstatt zu arbeiten, die Zaubervorstellung besucht, wird sie gefeuert.
Hoffnungslos und mit gebrochenem Herzen beschließt Lili, sich umzubringen. Der Puppenspieler des Jahrmarkts verhindert dies, indem er sie an seiner Puppenbühne in ein Gespräch verwickelt. Er spricht aber nicht selbst, sondern lässt seine Puppen mit Lili sprechen. Eine Gruppe von Arbeitern kommt vorbei und ist belustigt zu sehen, wie Lili, die in ihrer Situation anscheinend gar nicht wahrhaben will, dass die Puppen von einem Menschen gelenkt werden, mit den Puppen spricht und singt. Nachdem der Vorhang gefallen ist, bietet der Puppenspieler ihr eine Stelle in seiner Vorstellung an.
Der Puppenspieler ist ein verbitterter Mann. Eine Beinverletzung aus dem Krieg zerstörte seine Tänzerkarriere. Er verliebt sich in Lili und zeigt seine Gefühle durch seine Puppen. Aber Lili bemerkt das nicht und versucht wieder mit dem Zauberer zusammenzukommen. Eines Abends kommt der betrunkene Puppenspieler zu dem Wohnwagen zurück, den er sich mit Lili und seinem Assistenten teilt. Er stößt mit seinem verletzten Bein an die Wand. Lili kümmert sich um ihn und erntet einen verliebten Blick, was sie besorgt. Der Puppenspieler versucht herauszubekommen, was sich Lili wünscht, doch die starrt nur auf ein Plakat für die Zaubervorstellung. Der Puppenspieler ist enttäuscht und hoffnungslos.
Lili findet heraus, dass der Zauberer nur mit ihr gespielt hat und mit seiner Assistentin verheiratet ist. Sie bittet ihre Puppenfreunde um Hilfe, die ihr sagen, sie solle den Zauberer vergessen. Lili hat die Puppen immer als real angesehen, die ihr viel geholfen haben und die sie anscheinend lieb haben. Sie versucht die Puppen zu umarmen und entdeckt dabei den Puppenspieler. Verärgert gesteht Lili sich ein, dass sie immer vergessen habe, dass ein Mensch hinter den Puppen stecke. Der Puppenspieler erzählt ihr, dass in jeder Puppe ein Stück Seele von ihm stecke.
Lili verlässt den Jahrmarkt. Unterwegs auf einer einsamen Landstraße stellt sie sich vor, sie würde mit jeder der Puppen tanzen, die nun menschengroß sind. Jede Puppe verwandelt sich in den Puppenspieler und verblasst dann in ihrer Vorstellung. Lili realisiert, dass ihre Freundschaft zu den Puppen ihre Freundschaft zu dem Puppenspieler widerspiegelt. Als die letzte Puppe in ihrer Vorstellung zum Puppenspieler wird, hält sie ihn fest. Die beiden gehen die Straße Hand in Hand entlang. Als Lili wieder in der Realität zurück ist, rennt sie zum Jahrmarkt zurück. Der Puppenspieler erwartet sie, und die beiden fallen sich in die Arme. Die Puppen, diesmal anscheinend selbstständig ohne menschliche Hand gelenkt, sehen zu und klatschen Beifall.

## Hintergrund
Filmkomponist Bronisław Kaper und Drehbuchautorin Helen Deutsch schrieben zusammen das von Lili und den Puppen gesungene Lied Hi-Lili, Hi-Lo.
Filmanzeigen für den Film in der New York Herald Tribune vom 10. März 1953 zeigten die ersten bekannten Emoticons (Smileys). In besagter Ausgabe der Zeitung auf Seite 20, Spalten 4 bis 6, stand: „Today You’ll laugh :-) You’ll cry :-( You’ll love <3 Lili“. Erst zehn Jahre später kreierte Harvey Ball das weltbekannte gelbe „Smiley-Face“.
Hinter den Kulissen arbeiteten mehrere Oscar-Preisträger. Für die Filmbauten waren Cedric Gibbons und Paul Groesse zuständig.
Für die Ausstattung sorgten Edwin B. Willis und Arthur Krams. Um den Ton kümmerte sich Douglas Shearer, während für die Spezialeffekte Warren Newcombe zum Einsatz kam.

## Kritiken
„Poesievolle Erzählung“ und „zauberhafte Romanze von der Reinheit des Herzens, deren zurückhaltend eingesetzte Filmmusik dem gefühlvollen Werk eine besondere Note verleiht“, befand das Lexikon des internationalen Films. Für Prisma war Lili ein „poesievoll[es] Musical, in dem [Regisseur Charles Walters] immer wieder wunderbar-rührende Traumsequenzen seiner Protagonistin verwob“.
Im August 1961 war Lili Film des Monats der Evangelischen Filmgilde. Die New York Times führte den Film im Jahr 2004 auf ihrer Liste Guide to the Best 1.000 Movies Ever Made.

## Auszeichnungen
Bei der Oscarverleihung 1954 wurde der Film in der Kategorie Beste Filmmusik (Bronisław Kaper) ausgezeichnet. Weitere Nominierungen hatte er in den Kategorien:
- Beste Regie – Charles Walters
- Beste Hauptdarstellerin – Leslie Caron
- Bestes adaptiertes Drehbuch – Helen Deutsch
- Beste Kamera – Farbe – Robert H. Planck
- Bestes Szenenbild – Farbe – Cedric Gibbons, Paul Groesse, Edwin B. Willis, Arthur Krams

Im selben Jahr wurde Lili in der Kategorie Bestes Filmdrehbuch (Helen Deutsch) mit dem Golden Globe prämiert. Helen Deutsch gewann für ihr Drehbuch zudem den Writers Guild of America Award. Des Weiteren erhielt Leslie Caron als Beste ausländische Hauptdarstellerin einen British Academy Film Award, für den Lili auch in der Kategorie Bester Film nominiert war, jedoch der Konkurrenz unterlag. Charles Walters war wiederum für den Preis der Directors Guild of America nominiert.
Bei den Internationalen Filmfestspielen von Cannes lief der Film 1953 im Wettbewerb um den Grand Prix, den letztlich Lohn der Angst gewann. Charles Walters wurde dafür mit einem Preis für den besten Unterhaltungsfilm bedacht, während das Schauspielensemble eine lobende Erwähnung erhielt.

## Synchronisation
Die deutsche Synchronfassung entstand 1953 im MGM-Synchronisations-Atelier Berlin.
| Rolle                   | Darsteller         | Synchronsprecher |
| ----------------------- | ------------------ | ---------------- |
| Lili                    | Leslie Caron       | Maria Körber     |
| Paul, der Puppenspieler | Mel Ferrer         | Erik Ode         |
| Max, der Zauberer       | Jean-Pierre Aumont | Peter Petersz    |